# 和田あい
和田 あい（わだ あい、1983年11月21日 - ）は「ミス日本コンテスト大会」委員長、50年以上の歴史を持つ「和田式ダイエット法」3代目継承者。東京都豊島区出身。早稲田大学教育学部卒業。「和田研究所（和田商事）」「一般社団法人ミス日本協会」に勤務。祖父は美容研究家で「和田式フィギュアリング」考案者の和田静郎。母は1977年度・1978年度「ミス日本」受賞者の和田優子。大伯母は女優の木暮実千代。

## 来歴
東京都豊島区生まれ。早稲田大学教育学部を卒業後、社会人としてしばらく働いた後、もともと興味のあったデザインやファッションについて専門的な学びを深めたいと思い離職。ロンドンとパリにてファッションとデザインを学ぶ。
これらの経験を活かして、2014年（平成26年）ミス日本コンテスト事務局で働き始め、2015年（平成27年）一般社団法人ミス日本協会・チーフマネジャーに就任。2016年（平成28年）日本で行われた重要な世界的なイベント『伊勢志摩サミット』や、2019年（令和元年）『ラグビーワールドカップ』において、当時の現役ミス日本と行動を共にし、ミス日本の国際交流貢献に尽力した。
2017年（平成29年）初の著書『ミス日本の美人食』を出版。ダイエット放浪者の最後のメソッドと銘打って「ミス日本式ダイエット」を発表。50年前から和田研究所（ミス日本コンテスト事務局）が提唱してきた1回の食事で食品9品目摂取する「9品目食事法」や「美人食」56レシピを紹介。
2018年（平成30年）ミス日本50期生のコンテスト開催を記念して発行された記念誌「日本の美人50年 昭和・平成・あたらしい時代の美人とは」（近代消防2019年 3月増刊号 日本の美人50年）の表紙を担当した。
2019年（令和元年）から歴代ミス日本受賞者によって組織される「ミス日本運営委員会」との協力関係を一層強化。後継者（現役・次期大会ファイナリスト）の育成・教育などアドバイス体制をより充実させることにも尽力している。
2020年（令和2年）実母の和田優子（和田研究所前室長、現・ミス日本シニアマネジャー）から、ミス日本コンテスト大会委員長を引き継ぐ。25年ぶりに大会委員長交代と36歳という若さで就任が話題となった。
現在は、50年以上の歴史を持つ「和田式ダイエット法」3代目継承者として普及活動に勤しむほか、「ミス日本」最終選考に残った候補生に指導を行っている。半年間にわたり“やまとなでしこ”に象徴される「日本女性の美」へと心身共に導いている。

## 和田家
- 和田静郎（美容家、祖父）「和田式フィギュアリング」（別称に「和田式ダイエット」「ミス日本式ダイエット」など）考案者[8][9]。
- 和田浩太郎（美容家、伯父）元ミス日本審査員。日本航空123便墜落事故で急逝[8]。
- 和田要子（美容体育研究家、叔母）和田研究所指導者を経て独立。株式会社アッパー代表取締役社長[10]
- 和田薫（美容家、父）一般社団法人ミス日本協会会長[8]
- 和田優子（美容家、母）和田研究所長、ミス日本コンテスト大会委員長（1996年～2020年）[8]
- 和田健太郎（兄）ミス日本コンテスト事務局代表、和田研究所長（2020年～現在）[8]
- 木暮実千代（大伯母）女優、本名は和田つま[11]
- 黒川鍾信（大伯父）作家[11]

## 著書
- 『ミス日本の美人食』（小学館、2017年1月24日）[3]　ISBN 9784093104593
- 『日本の美人50年 昭和・平成・あたらしい時代の美人とは』（近代消防社、2019年1月17日）  JAN 4910029060397　　※ 表紙を飾る